# Bismarckové

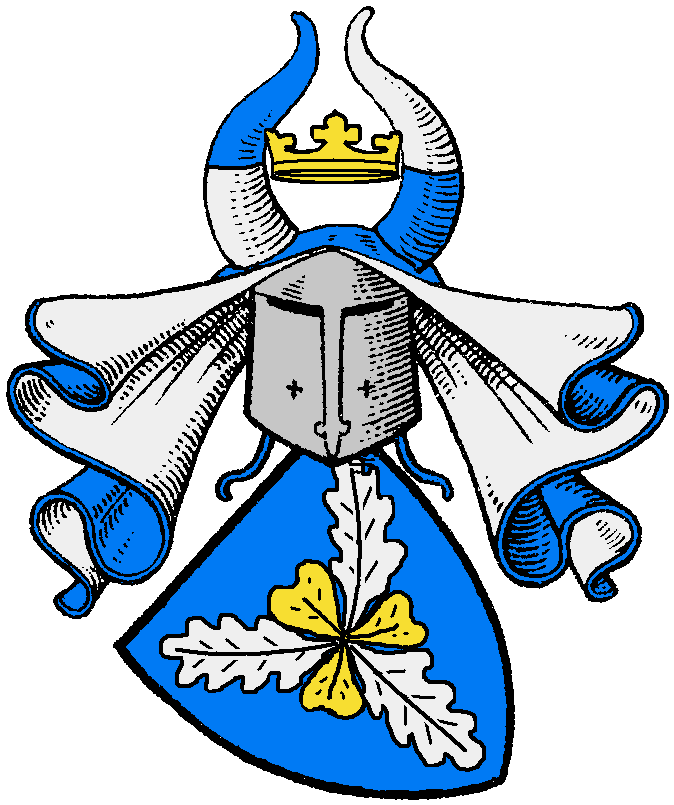
Původní erb Bismarcků

Bismarckové jsou německý šlechtický rod ze Staré marky, poprvé doložený k roku 1270. Tehdy se zmiňuje obchodník s textilem a představený cechu Herebord von Bismarck, zřejmě i šoltys města Stendal, jehož synové nejspíše již patřili k rytířskému stavu. Rodina získala nemovitý majetek v okolí Stendalu a od počátku 18. století i v Pomořansku. Nejvýznamnějším představitelem rodu byl německý kancléř Otto von Bismarck, který získal titul knížete. Rod se postupně rozdělil do několika linií; dvě hlavní, jež se oddělily v 16. století, jsou Creveseové a Schönhausenové. 